# Église Saint-Jean-du-Marché de Troyes
L'église Saint-Jean-du-Marché est une église catholique située à Troyes, en France.

## Localisation
L'église est située dans le département de l'Aube, sur la commune de Troyes. Elle est entourée de la rue Molé et de la rue Urbain-IV. L'église Saint-Jean-au-Marché, dont la présence est attestée au 10ème siècle, est le centre d'une des plus anciennes paroisses de la ville de Troyes. Son nom "au Marché" fait référence aux célèbres foires de Champagne qui se développèrent sur son territoire dès le XIe siècle.

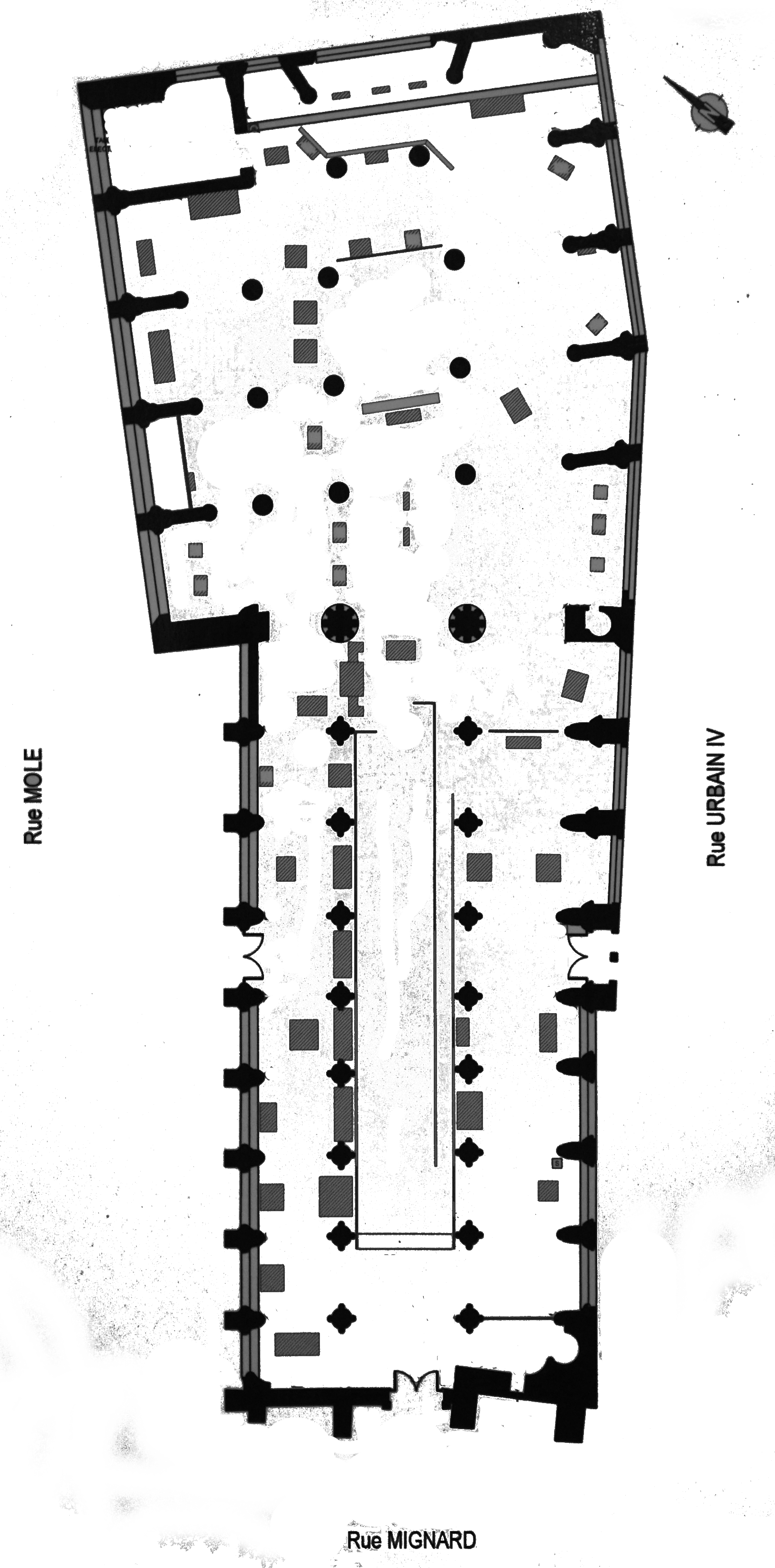
En plan.

## Historique
Cette église gothique a été bâtie au XIIIe siècle et reconstruite au XVIe siècle. Elle fait 77 m de longueur pour 17,3 m de largeur de la nef, de 9 m de hauteur. Le chœur fait 24,7 mètres de large pour 21 mètres de hauteur. Elle a trois nefs et huit travées, les trois premières étant du XVIe et les cinq suivantes du XIIIe.
Elle est le lieu d'un événement historique d'importance puisque c'est dans cette église que le roi d'Angleterre Henri V épousa Catherine de Valois, la fille du roi de France Charles VI et d'Isabeau de Bavière. 

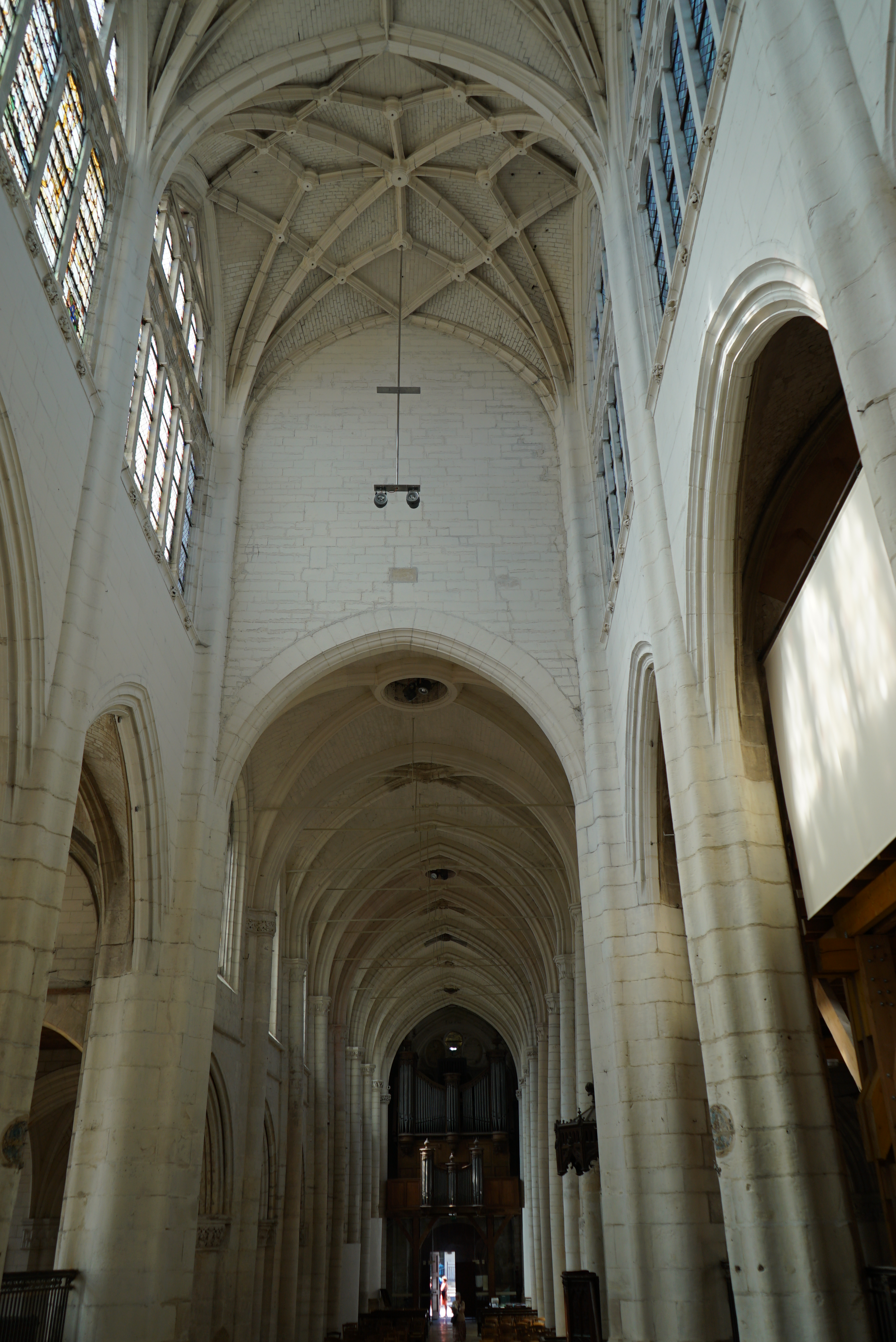
Le décrochement entre la nef et le chœur, renfort sur la droite de l'image.

Elle fut en partie détruite, le sud et l'ouest par l'incendie de 1524 et reconstruite après cet événement. L'horloge de la tour éponyme est de 1789.
Elle perd le sommet de sa tour dans la nuit du 23 au 24 août 1911 qui s'effondre sur les bâtiments de la rue Mignard, il y avait la cloche Guillemette qui avait été fondue en 1524 et l'autre qui datait de 1902. L'église est fragilisée et a le droit à des étais en bois et plâtres sur des jambes de piliers.
L'édifice est classé au titre des monuments historiques par la liste de 1840.

## Mobilier
On trouve dans cette église un retable de style italien, des sculptures évoquant la Visitation et la Mise au tombeau (ou Déploration) du Christ, œuvre du maître de Chaource. On y trouve également des œuvres de François Joseph Valtat, sculpteur troyen du XIXe siècle.  

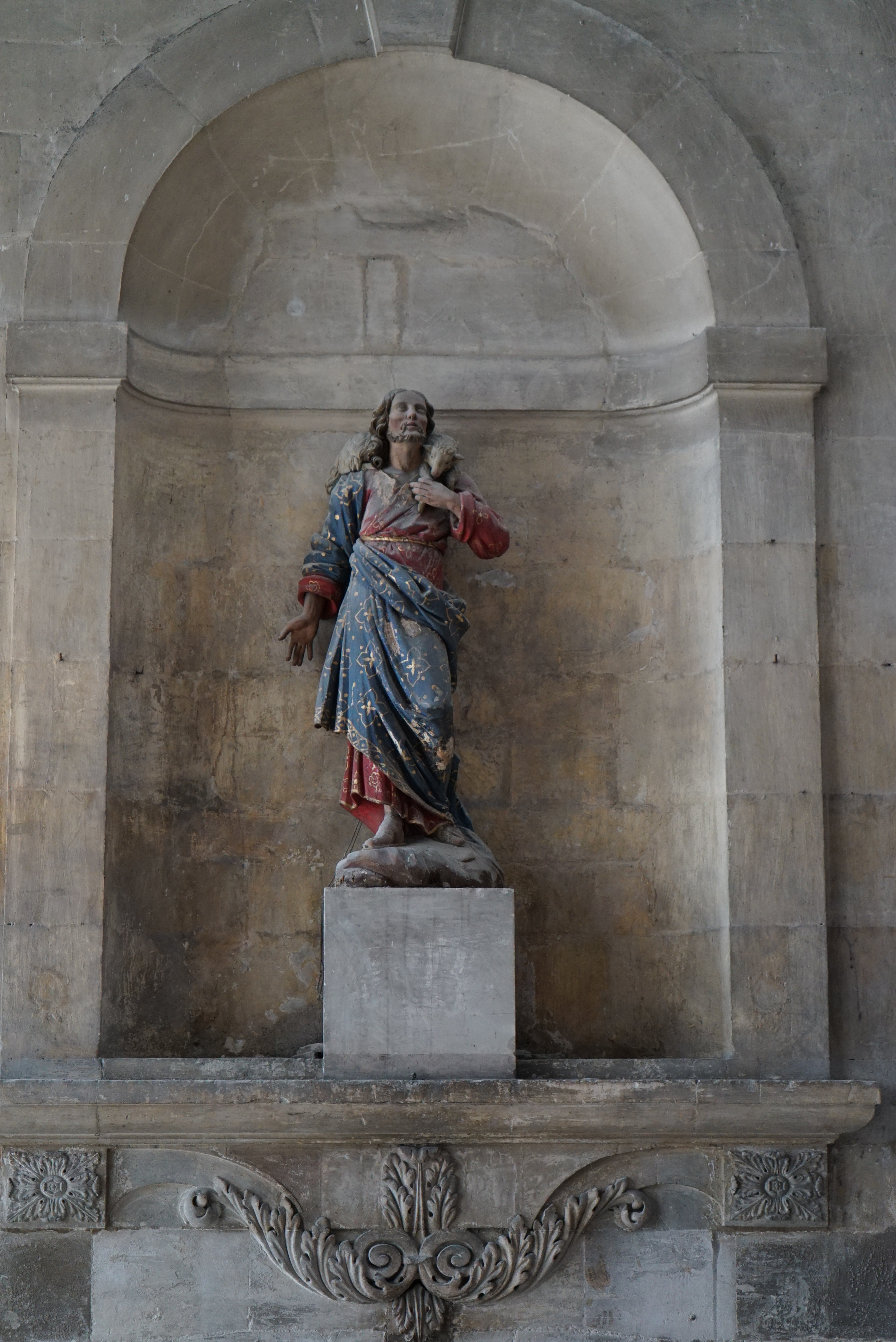
le bon berger
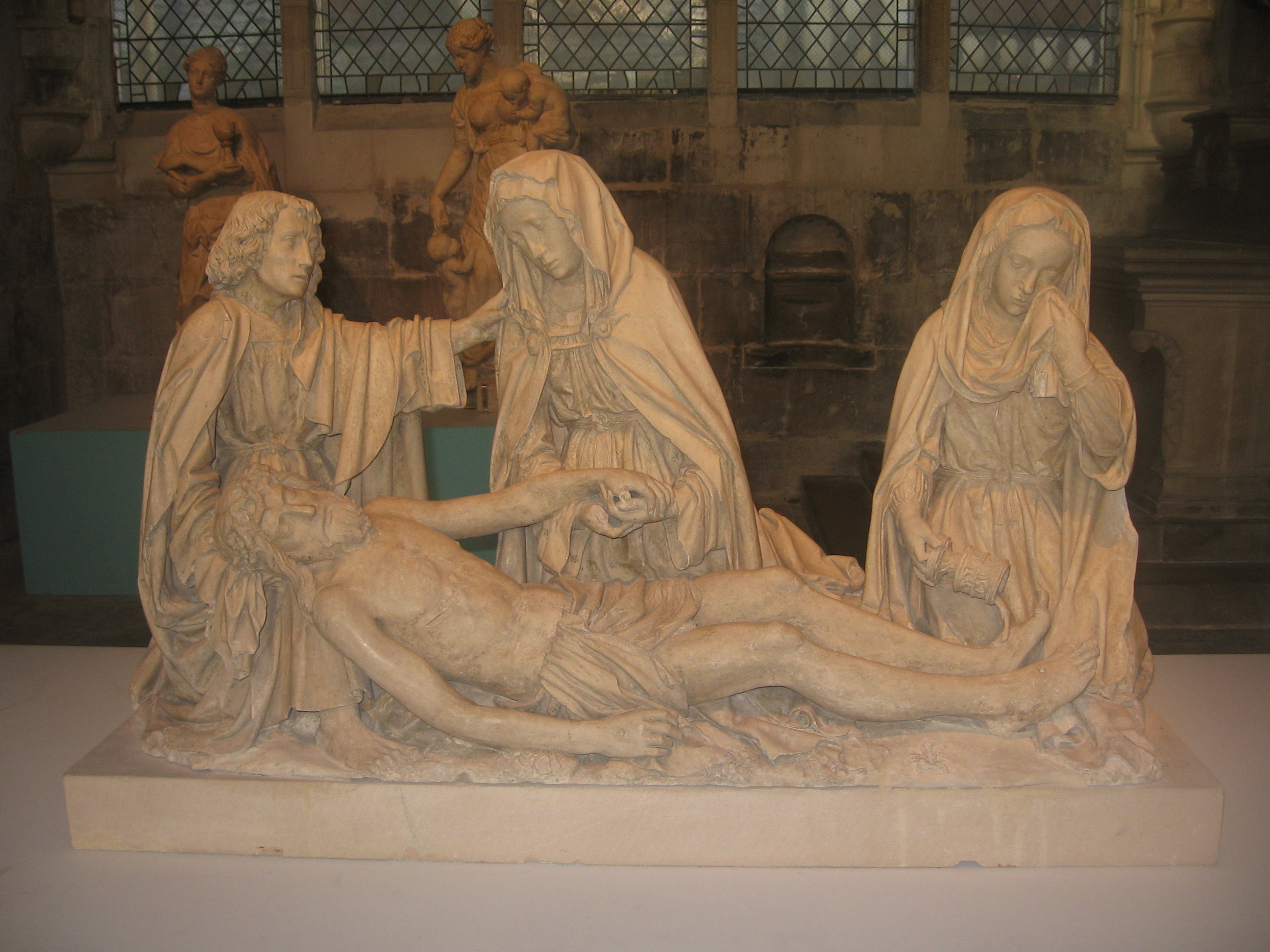
La déploration
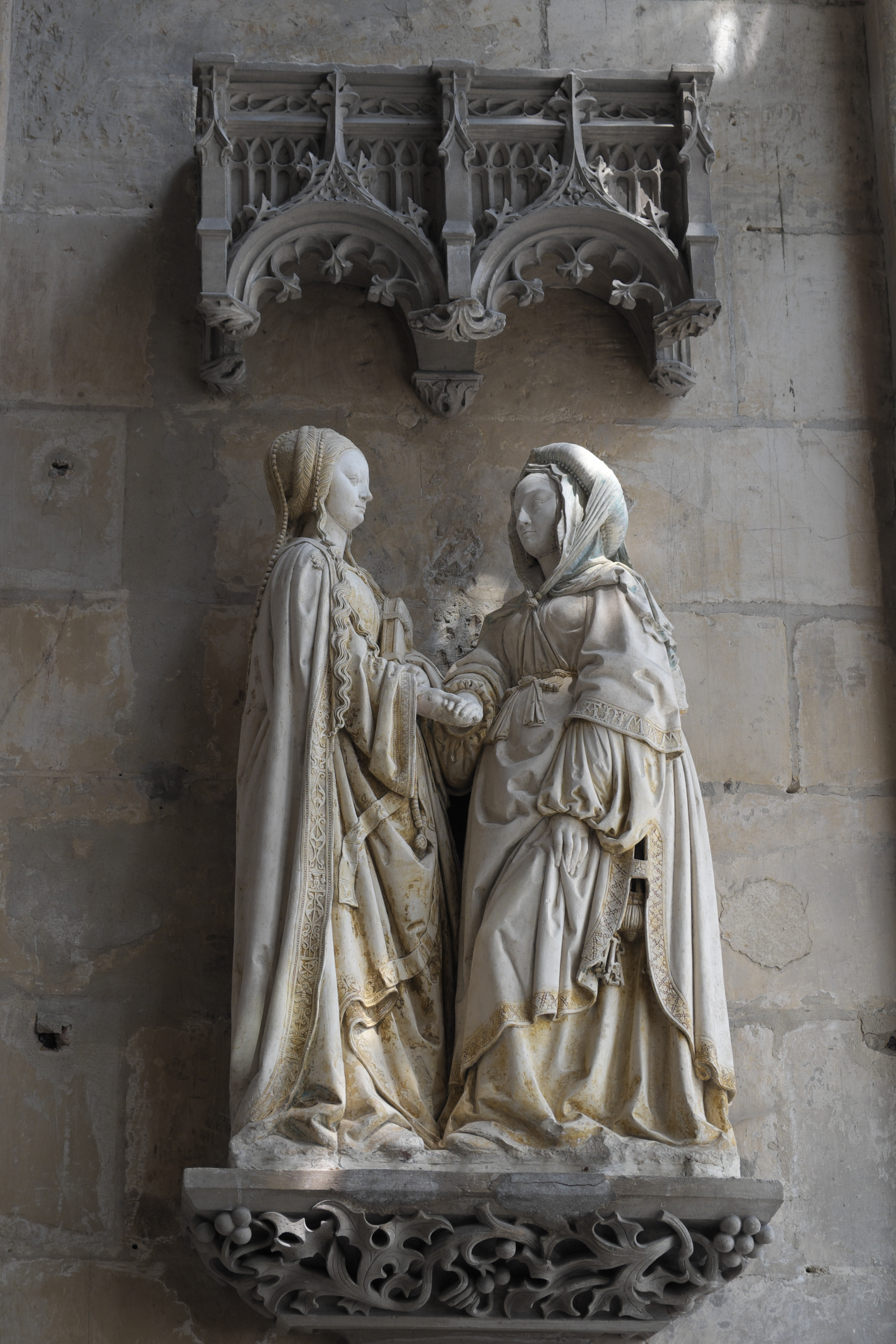
la visitation[5],
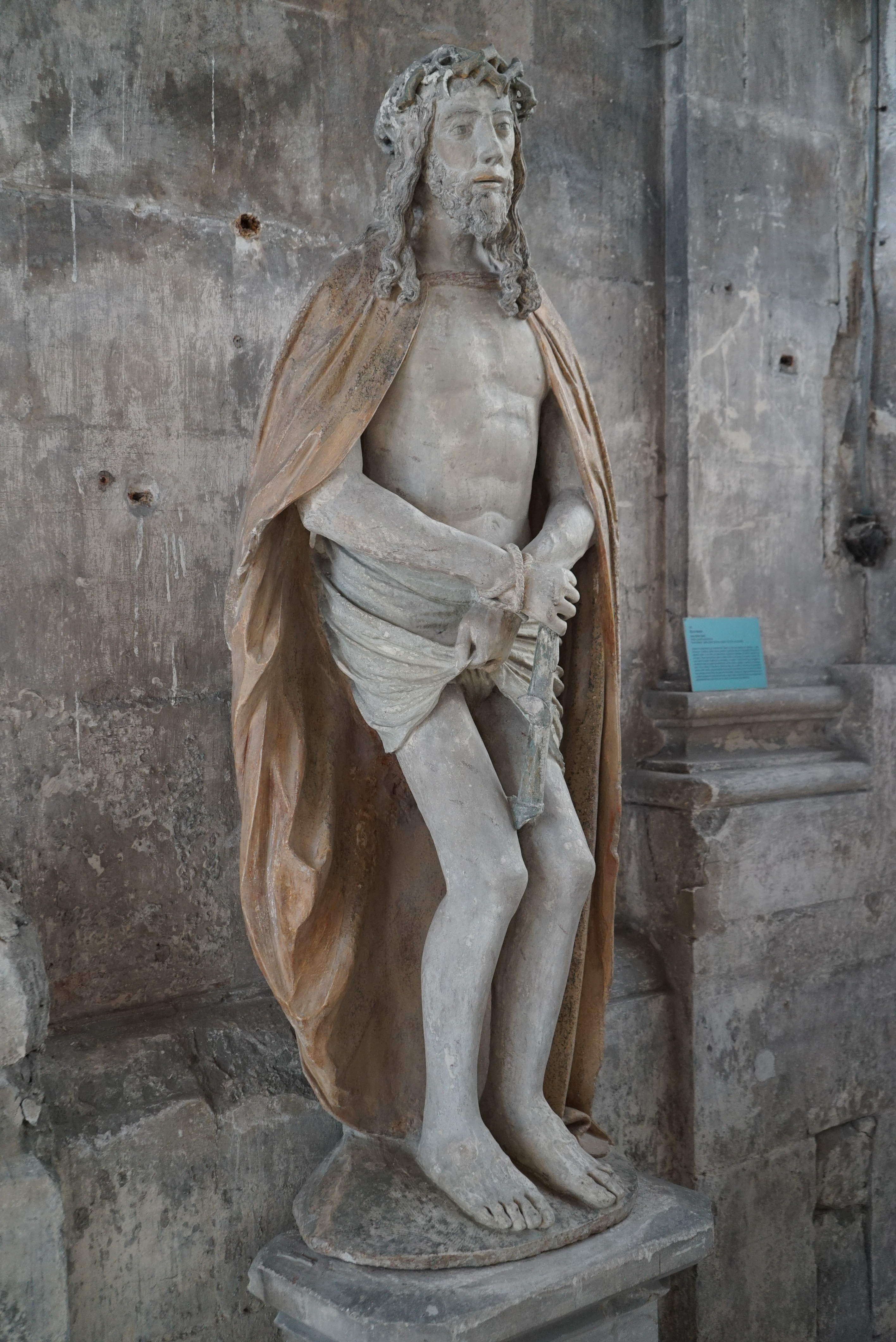
Ecce homo[6],
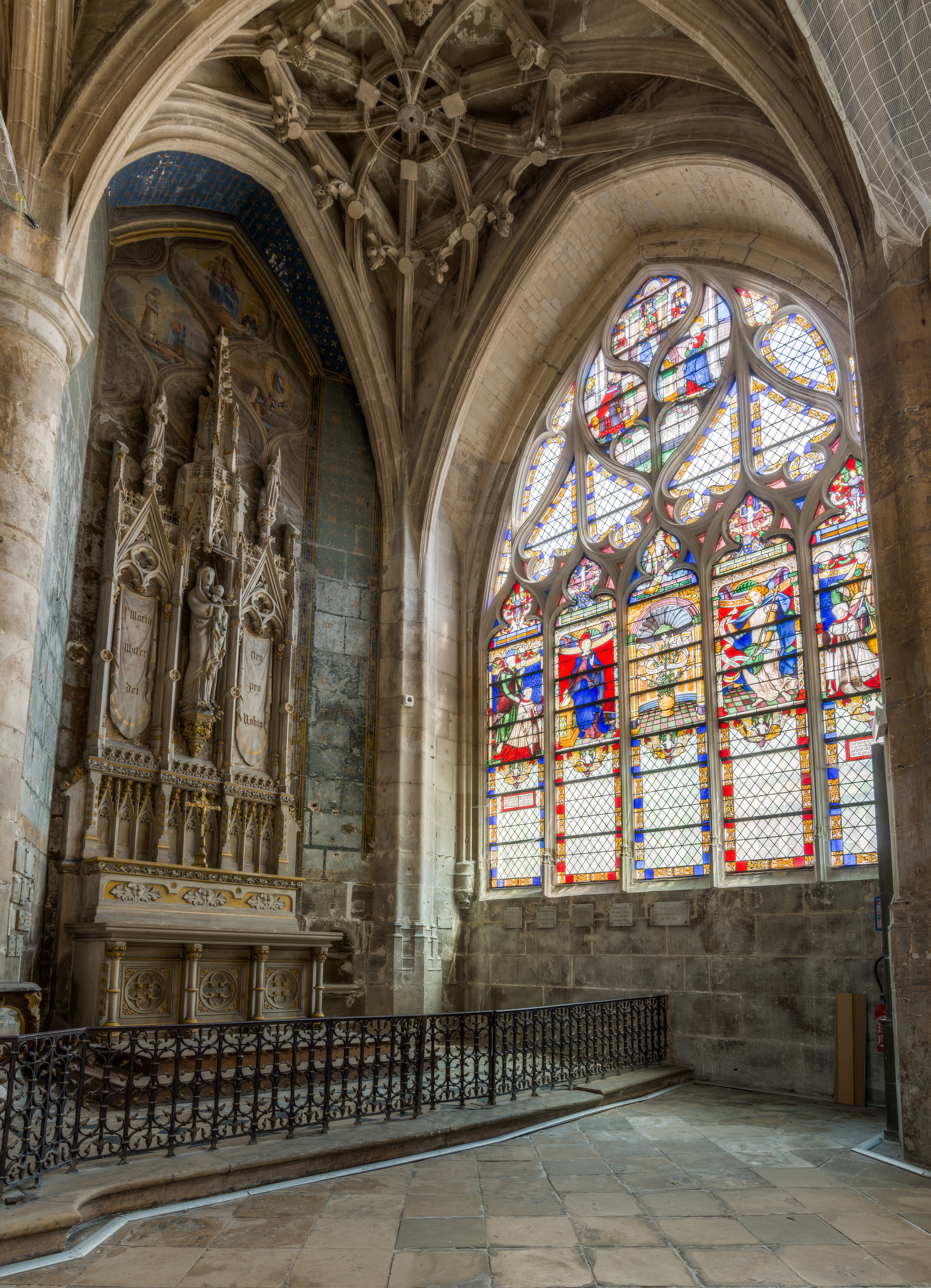
chapelle sud est.

Et des vitraux polychromes ou en grisaille du XVIe siècle.

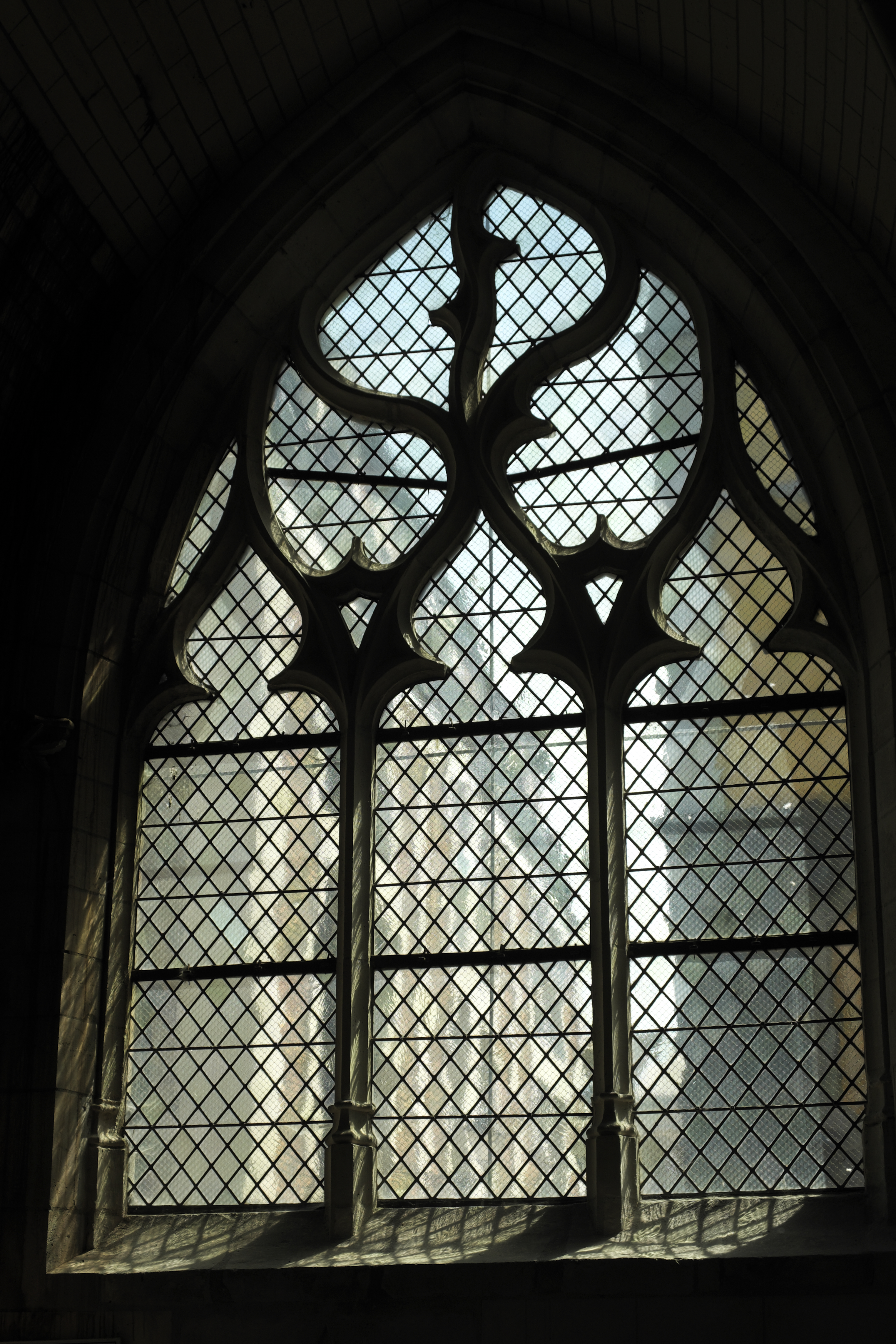
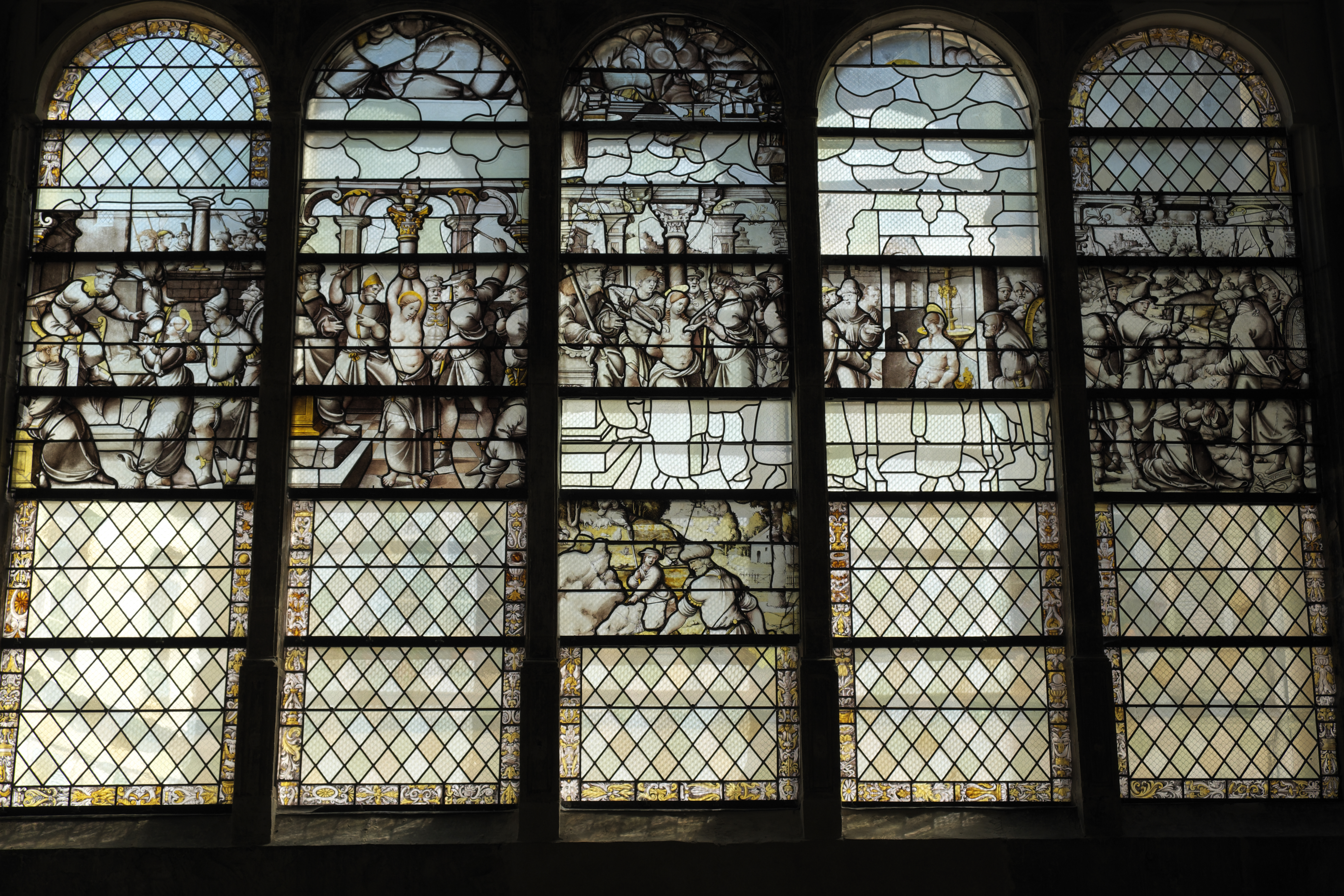
grisaille, baie 06
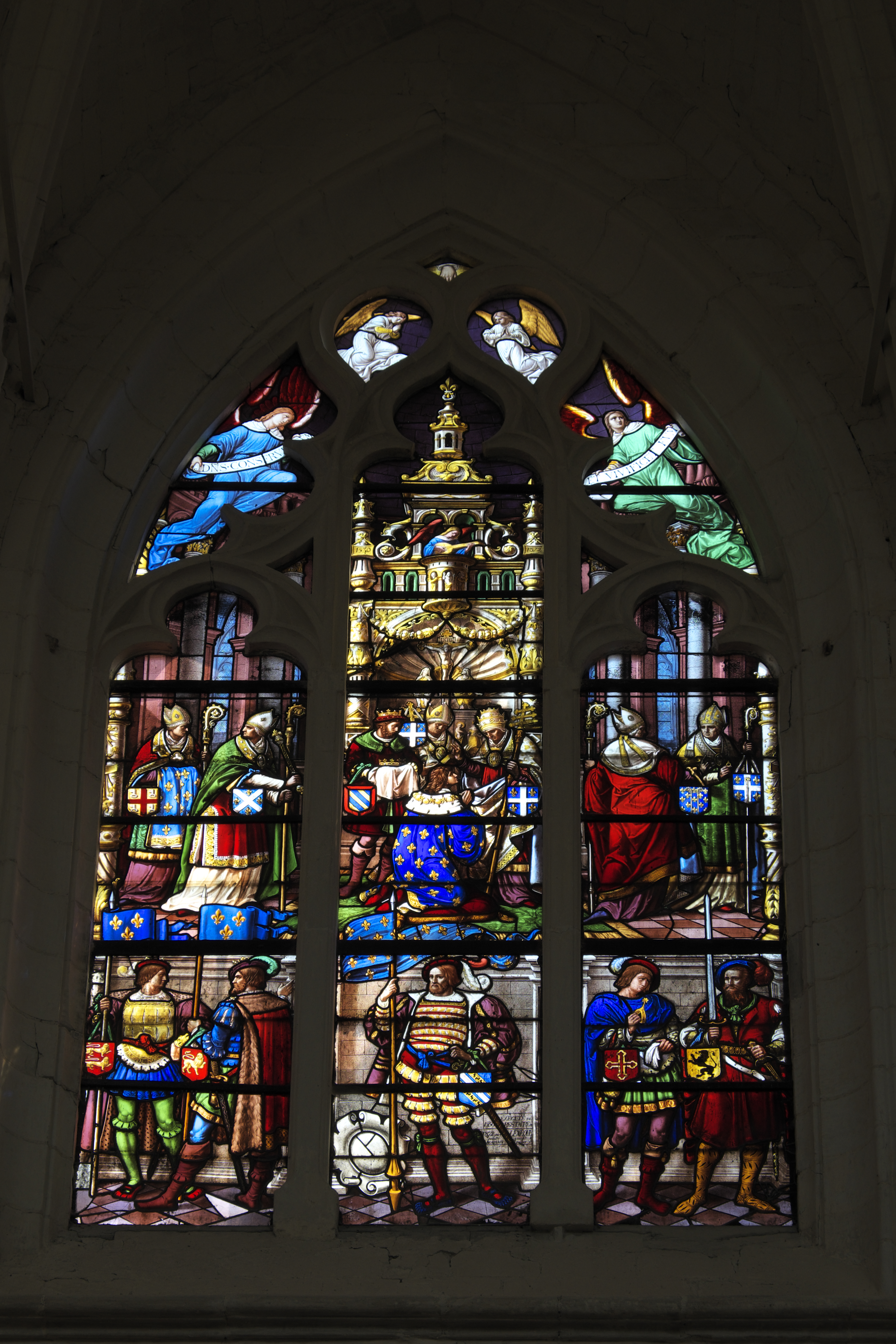
baie 118 de Charles Lévêque,
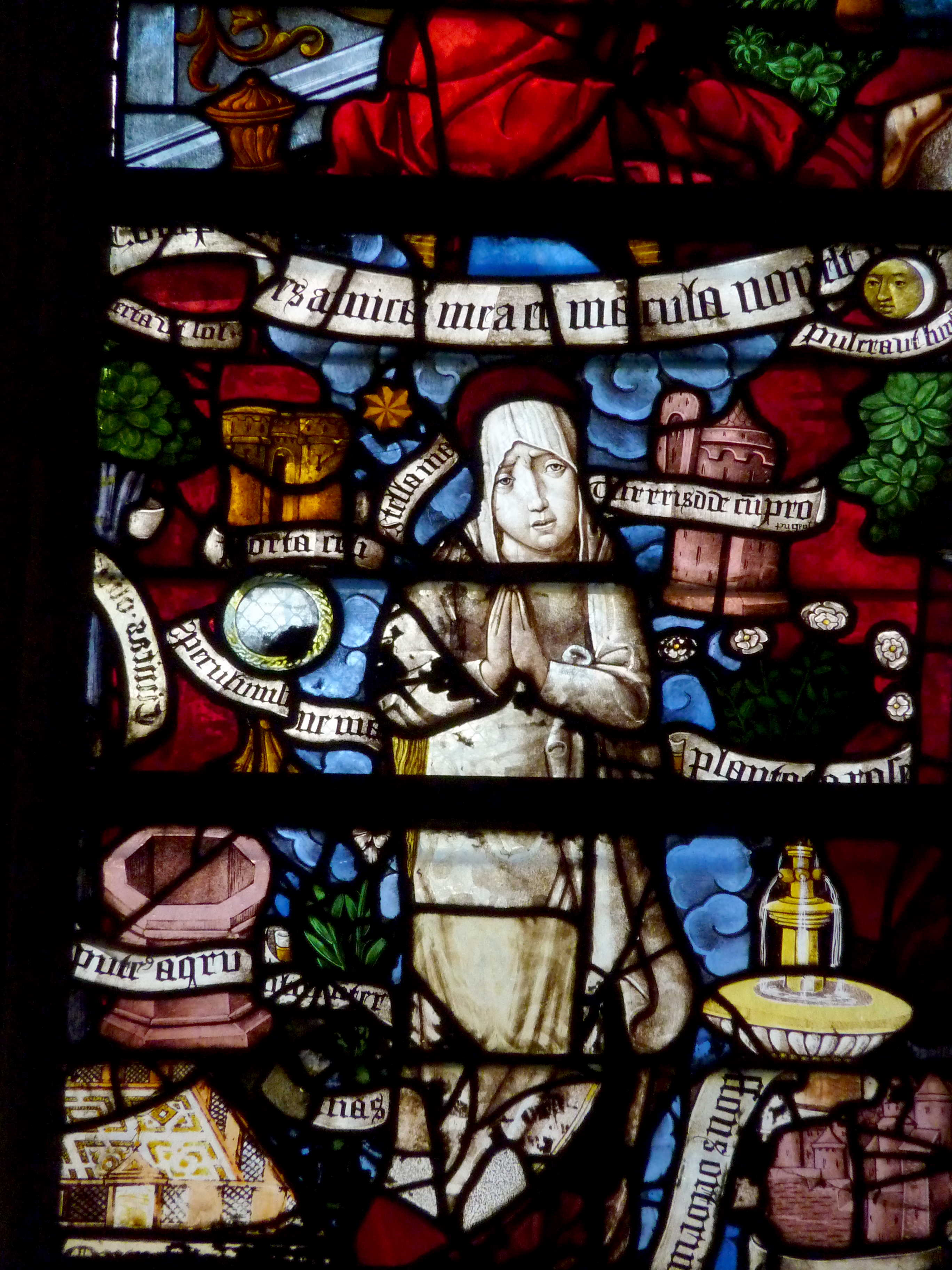
détail baie 01, Marie,
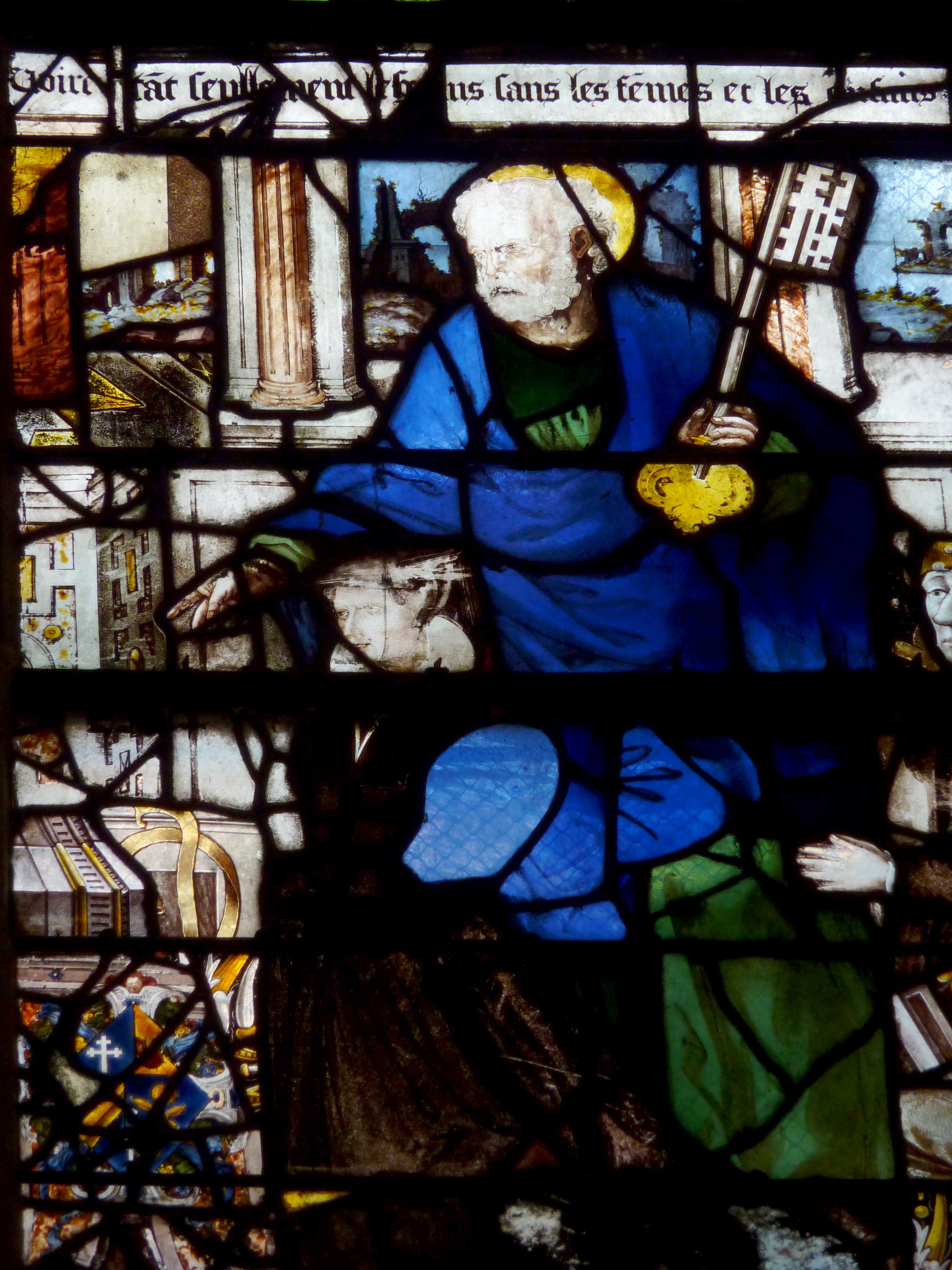
détail de la baie OO, l'apôtre pierre.

Et deux peintures de Pierre Mignard représentant le baptême du Christ et le Père éternel (peintures datant du XVIIe siècle).

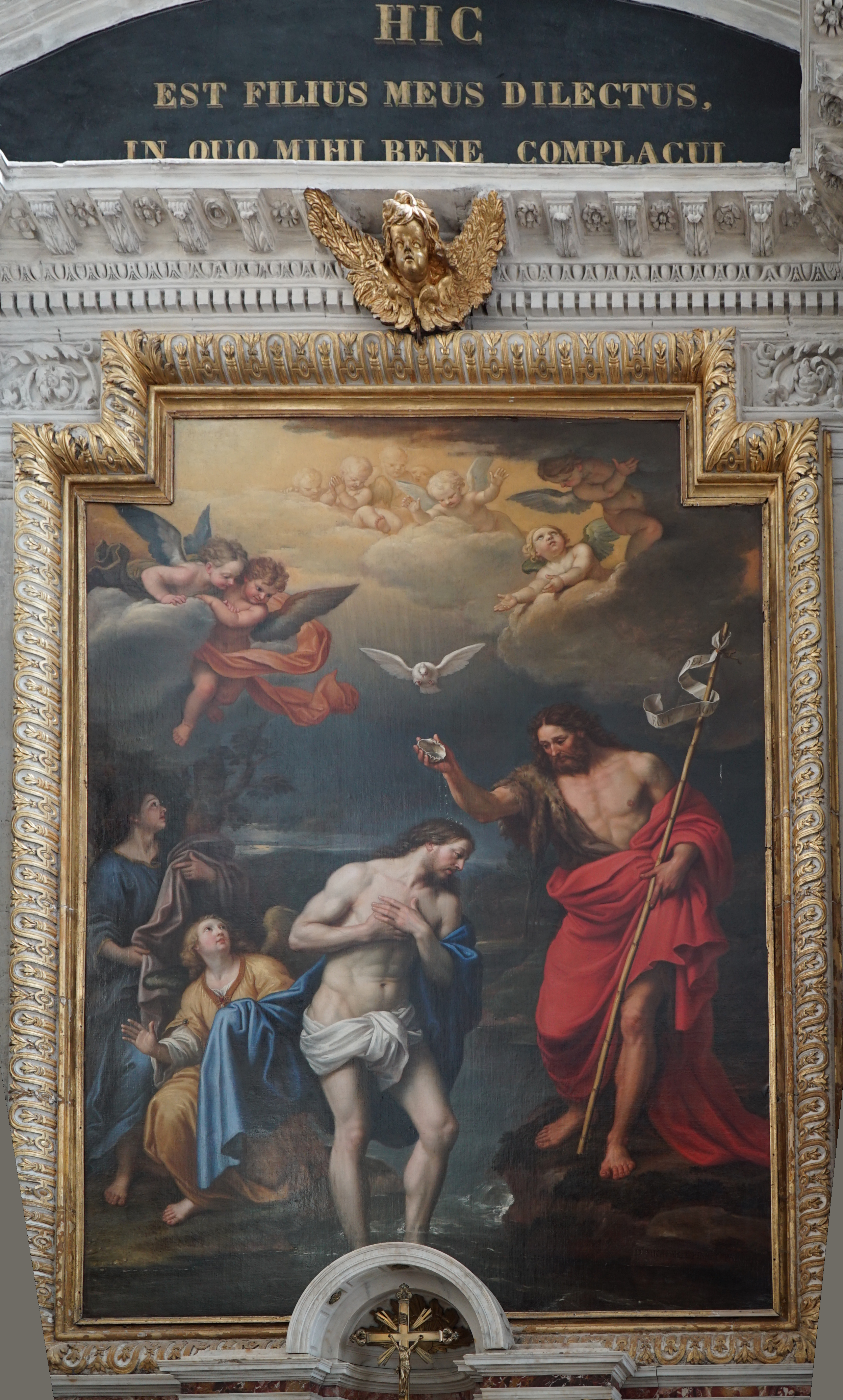
Le baptême par Mignard,
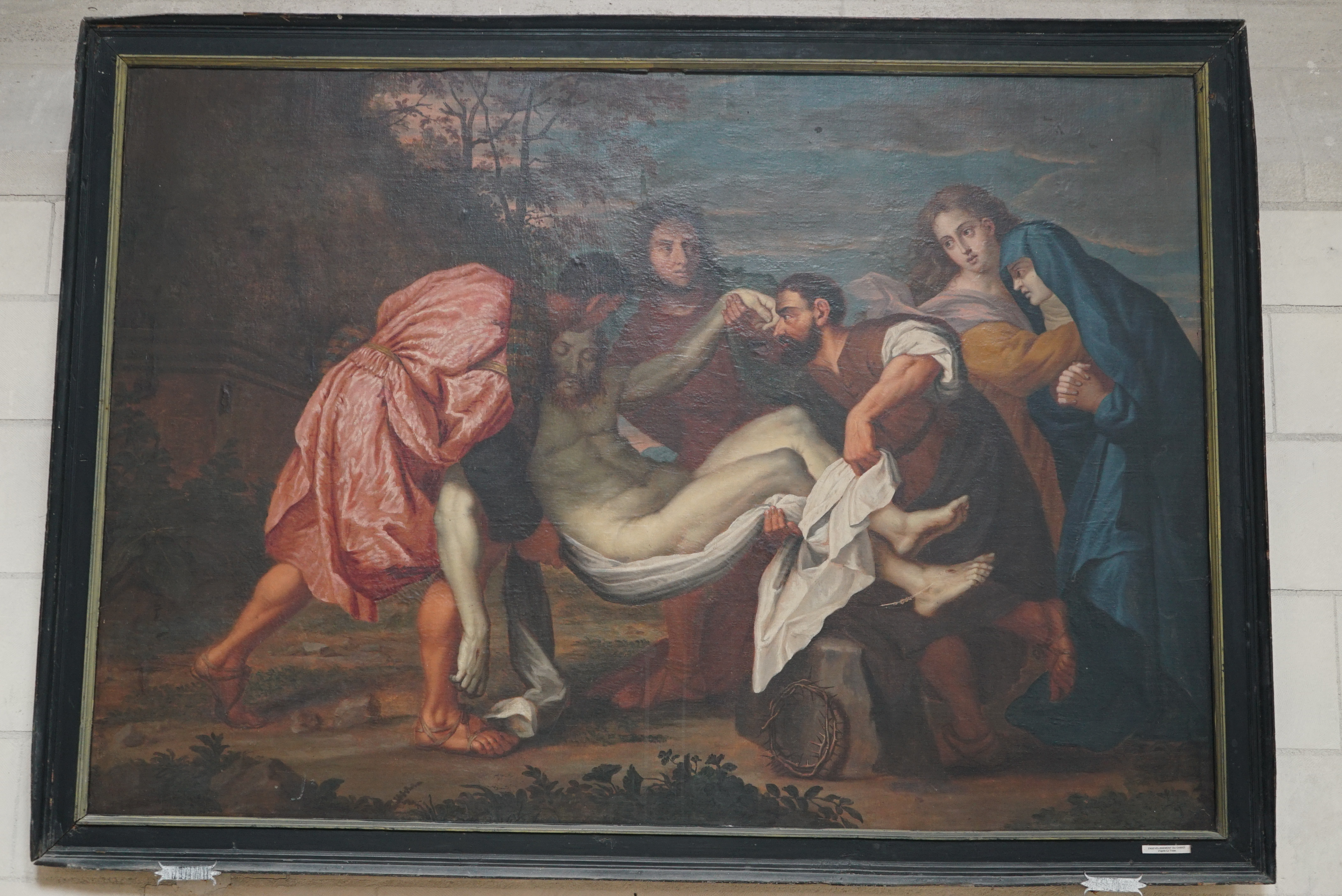
mise au tombeau[8],
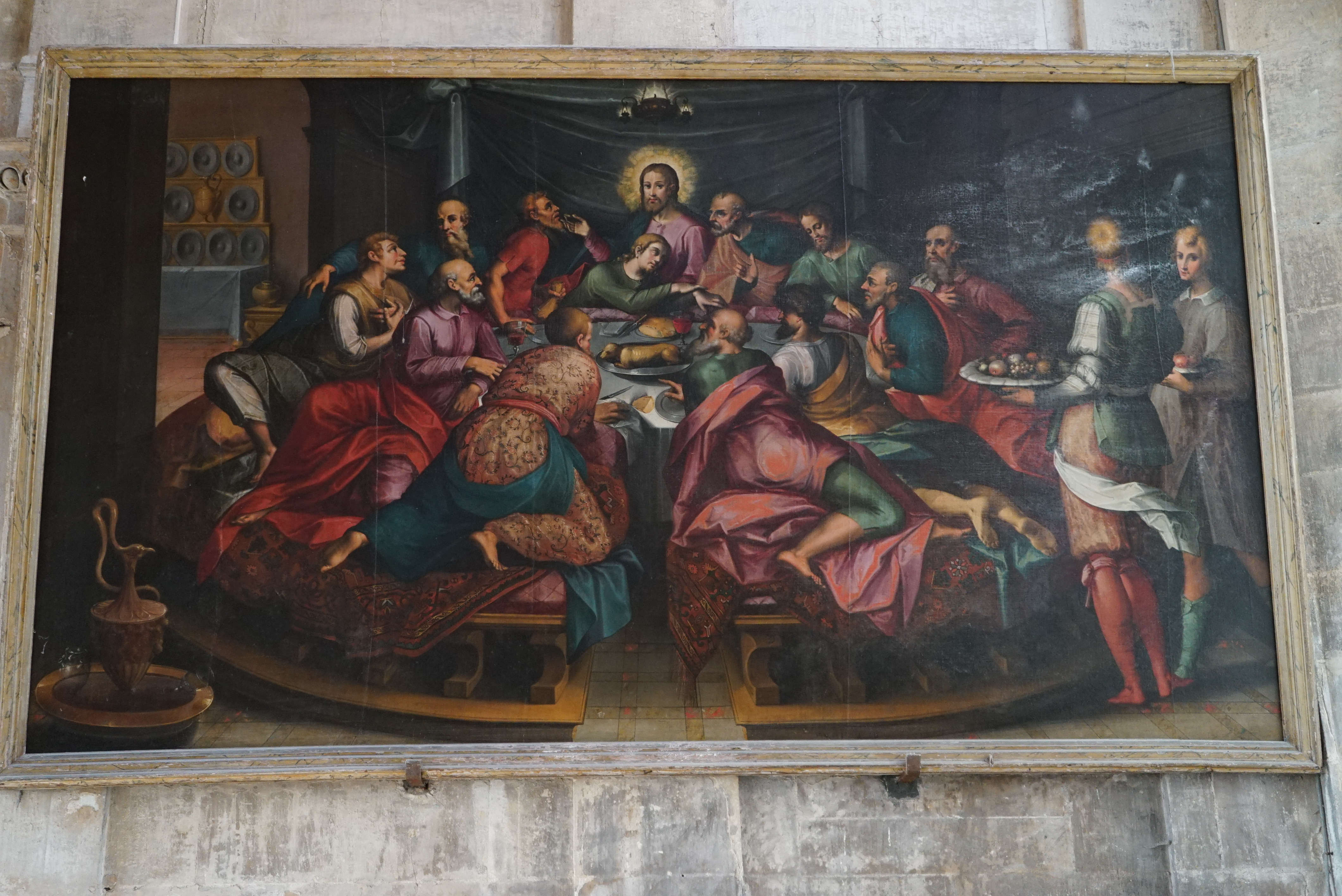
la Cène[9],
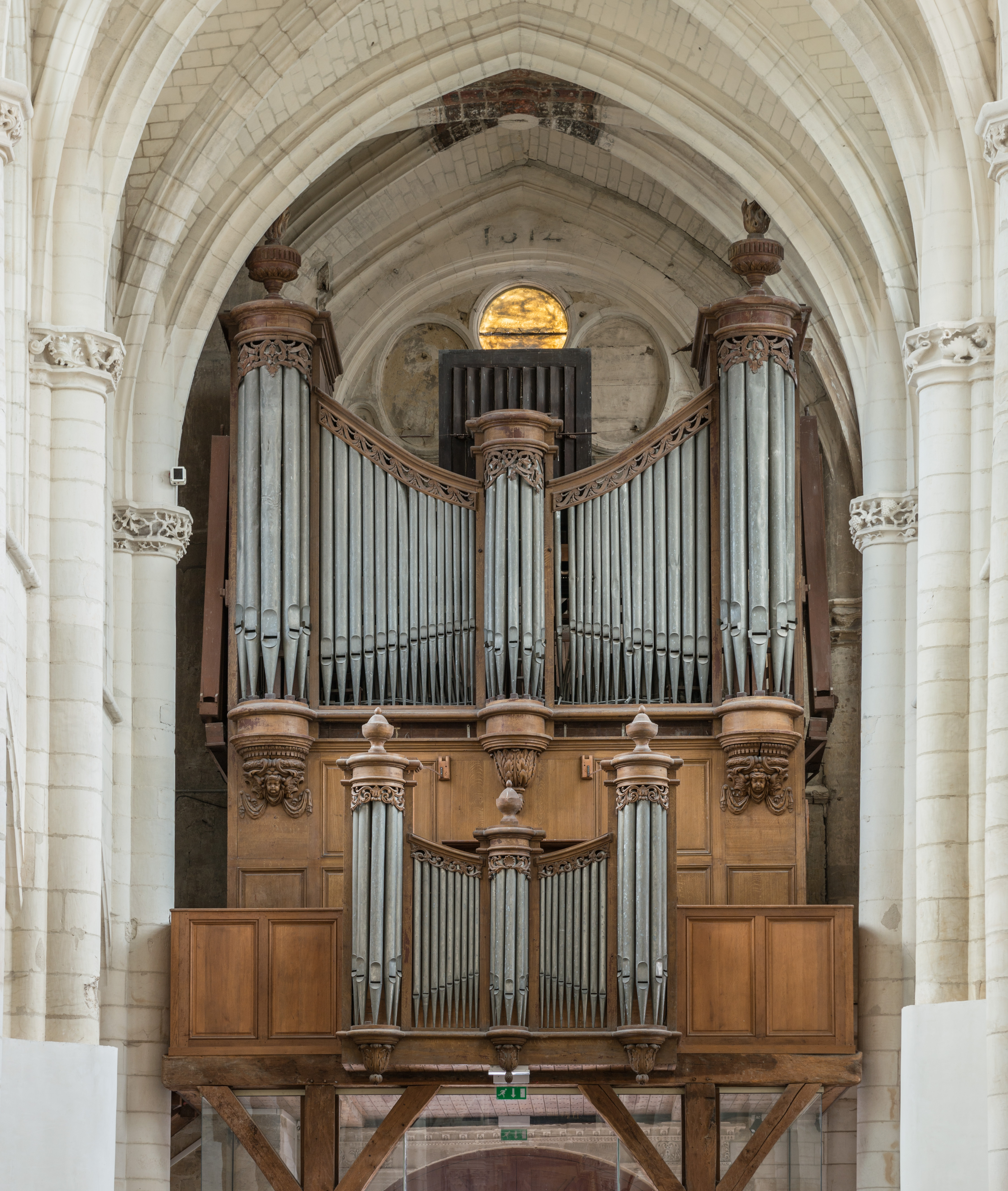
l'orgue[10] et son meuble[11].

En baie 7 se trouve un vitrail tableau intitulé « Les âmes du Purgatoire » réalisé par Émile Babouot en 1879.

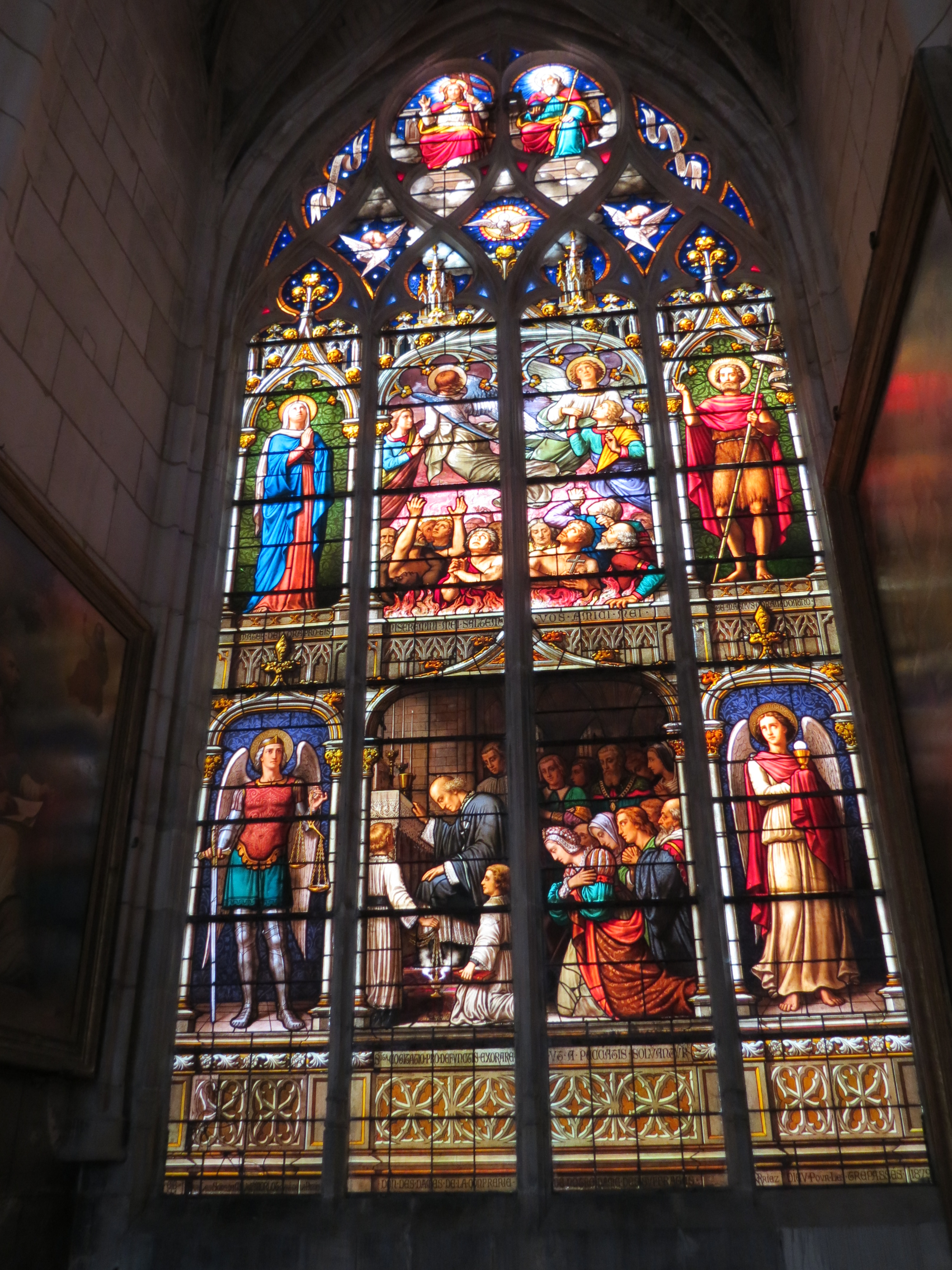
« Les âmes du Purgatoire », Baie 7. Vitrail-tableau d'Émile Babouot réalisé en 1879.

## Personnalités liées
- Henri V d'Angleterre
- Catherine de Valois
- Sainte Marguerite Bourgeoys